# Sirous Dinmohammadi
Sirous Dinmohammadi (en persa: سیروس دین‌محمدی‎, Tabriz, Irán, 2 de julio de 1970) es un exfutbolista y entrenador de fútbol de Irán que jugaba en la posición de centrocampista.

## Carrera

### Club
| Club                | País     | Año       |
| ------------------- | -------- | --------- |
| Tractor Sazi FC     | Irán     | 1992-1997 |
| Shahrdari Tabriz FC | Irán     | 1997-1998 |
| Esteghlal FC        | Irán     | 1998-1999 |
| FSV Mainz 05        | Alemania | 1999-2000 |
| Esteghlal FC        | Irán     | 2000-2003 |
| Pegah Gilan FC      | Irán     | 2003-2005 |

### Selección nacional
Jugó para Irán en 44 ocasiones de 1993 a 2001 y anotó seis goles; participó en la Copa Mundial de Fútbol de 1998 y en la Copa Asiática 1996.

### Entrenador
| Club                | País | Año       |
| ------------------- | ---- | --------- |
| Esteghlal FC B      | Irán | 2013-2015 |
| Rah Ahan FC         | Irán | 2017      |
| Shahrdari Tabriz FC | Irán | 2017-2018 |

## Palmarés

### Títulos nacionales
| Título        | Club         | País | Año     |
| ------------- | ------------ | ---- | ------- |
| Liga Azadegan | Esteghlal FC | Irán | 2000-01 |
| Copa Hazfi    | Esteghlal FC | Irán | 2001-02 |

## Estadísticas

### Goles con la selección nacional
| 1.      | 31 de marzo de 2000      | Al-Hamadaniah Stadium, Aleppo, Siria                      | Maldivas             | 8–0 | Clasificación para la Copa Asiática 2000   |
| 2.      | 22 de julio de 2001      | Stadion pod Borićima, Bihać, Bosnia y Herzegovina         | Bosnia y Herzegovina | 2–2 | Amistoso                                   |
| 3.      | 8 de agosto de 2001      | Azadi Stadium, Tehran, Irán                               | Omán                 | 5–2 | Copa LG 2001                               |
| 4.      | 8 de agosto de 2001      | Azadi Stadium, Tehran, Irán                               | Omán                 | 5–2 | Copa LG 2001                               |
| 5.      | 8 de agosto de 2001      | Azadi Stadium, Tehran, Irán                               | Omán                 | 5–2 | Copa LG 2001                               |
| 6.      | 28 de septiembre de 2001 | Prince Abdullah Al-Faisal Stadium, Jeddah, Arabia Saudita | Arabia Saudita       | 2–2 | Clasificación para la Copa Mundial de 2002 |
| Fuente: |                          |                                                           |                      |     |                                            |